# Marks voetbalkampioenschap 1908/09
In 1908/09 werd het vierde Marks voetbalkampioenschap gespeeld, dat georganiseerd werd door de West-Duitse voetbalbond. 
BV 04 Dortmund werd kampioen en plaatste zich voor de West-Duitse eindronde. De club versloeg FC Teutonia Osnabrück en verloor dan van SC Preußen Duisburg.

## 1. Klasse

### Groep A
| Plaats | Club                      | Wed. | W | G | V | Saldo | Ptn. |
| ------ | ------------------------- | ---- | - | - | - | ----- | ---- |
| 1.     | SuS Schalke 1896          | 6    | 6 | 0 | 0 | 22:2  | 12:0 |
| 2.     | BV 04 Gelsenkirchen       | 6    | 4 | 0 | 2 | 15:7  | 8:4  |
| 3.     | SV Viktoria 1905 Dortmund | 6    | 1 | 1 | 4 | 7:22  | 3:9  |
| 4.     | SC Westfalia 04 Herne     | 6    | 0 | 1 | 5 | 15:28 | 1:11 |

|  | Finale om de titel |
|  | Degradatie         |

### Groep B
| Plaats | Club               | Wed. | W | G | V | Saldo | Ptn. |
| ------ | ------------------ | ---- | - | - | - | ----- | ---- |
| 1.     | BV 04 Dortmund     | 6    | 5 | 1 | 0 | 33:9  | 11:1 |
| 2.     | Dortmunder FC 1895 | 6    | 3 | 0 | 3 | 28:12 | 6:6  |
| 3.     | Hammer FC 1903     | 6    | 1 | 2 | 3 | 5:17  | 4:8  |
| 4.     | FC Hagen 1905      | 6    | 1 | 1 | 4 | 7:35  | 3:9  |

### Finale
|  |                  |       |                |  |
|  | SuS Schalke 1896 | 1 – 6 | BV 04 Dortmund |  |
|  |                  |       |                |  |

## 2. Klasse

### Groep Noord
| Plaats | Club                    | Wed. | W | G | V | Saldo | Ptn.  |
| ------ | ----------------------- | ---- | - | - | - | ----- | ----- |
| 1.     | FC Preußen 1906 Münster | 8    |   |   |   | 43:10 | 14:02 |
| 2.     | TV Hamm 1859            | 8    |   |   |   | 16:13 | 12:04 |
| 3.     | VfB Hamm                | 8    |   |   |   | 22:27 | 06:10 |
| 4.     | BV 1906 Münster         | 8    |   |   |   | 23:29 | 04:12 |
| 5.     | SC Preußen Hamm         | 8    |   |   |   | 12:38 | 04:12 |

|  | Geplaatst voor eindronde |

### Groep West
| Plaats | Club                  | Wed. | W | G | V | Saldo | Ptn.  |
| ------ | --------------------- | ---- | - | - | - | ----- | ----- |
| 1.     | SV 1906 Heßler        | 8    |   |   |   | 16:07 | 13:03 |
| 2.     | TV Horst-Emscher      | 8    |   |   |   | 21:11 | 10:06 |
| 3.     | SV Preußen 1904 Wanne | 8    |   |   |   | 09:15 | 07:09 |
| 4.     | SV Hüllen 1907        | 8    |   |   |   | 11:24 | 06:10 |
| 5.     | SV Castrop 1902       | 8    |   |   |   | 06:06 | 04:12 |

|  | Geplaatst voor eindronde |

### Groep Zuid
| Plaats | Club                | Wed. | W | G | V | Saldo | Ptn.  |
| ------ | ------------------- | ---- | - | - | - | ----- | ----- |
| 1.     | FC Langendreer 1904 | 10   |   |   |   | 27:07 | 18:02 |
| 2.     | FC Union Dortmund   | 10   |   |   |   | 27:04 | 17:03 |
| 3.     | MBV Linden 1905     | 10   |   |   |   | 24:17 | 10:10 |
| 4.     | BV Steele 1903      | 10   |   |   |   | 22:17 | 09:11 |
| 5.     | JV Dortmund         | 10   |   |   |   | 10:41 | 04:16 |
| 6.     | FC 1906 Bochum      | 10   |   |   |   | 02:26 | 00:20 |

|  | Geplaatst voor eindronde |

### Eindronde
| Plaats | Club                    | Wed. | W | G | V | Saldo | Ptn.  |
| ------ | ----------------------- | ---- | - | - | - | ----- | ----- |
| 1.     | FC Preußen 1906 Münster | 4    |   |   |   | 10:04 | 06:02 |
| 2.     | SV 1906 Heßler          | 4    |   |   |   | 08:05 | 06:02 |
| 3.     | FC Langendreer 1904     | 4    |   |   |   | 04:13 | 00:08 |

|  | Play-off |

|  |                         |       |                |  |
|  | FC Preußen 1906 Münster | 6 – 0 | SV 1906 Heßler |  |
|  |                         |       |                |  |